# Mgławica Westbrook
Mgławica Westbrook (również CRL 618) – mgławica protoplanetarna znajdująca się w gwiazdozbiorze Woźnicy w odległości około 5000 lat świetlnych. Nazwa mgławicy pochodzi od Williama E. Westbrooka, młodego astronoma zmarłego w 1975 roku, który wraz ze swoim zespołem prowadził badania tej mgławicy.